# Seán O'Faolain
Seán O'Faolain (22 février 1900 - 20 avril 1991) est l'un des principaux écrivains irlandais du XXe siècle.

## Biographie
Il est né le 22 février 1900 à Cork sous le nom de John Whelan. Sa mère, Bridget Murphy était une fervente catholique, et son père un officier de policier de la Royal Irish Constabulary. Il a parfois été suggéré que ses premières nouvelles reflètent une relation tendue avec ses parents.
Après des études à l'université nationale d'Irlande, il devient S. O'Faoláin (faolain signifie la mouette en gaélique, hommage à Anton Tchekhov) en 1917, rejoint les rangs de l'IRA en 1921, se plaçant du côté de Éamon de Valera durant la guerre d'indépendance irlandaise, en opposition à la partition de l'île.
Déçu par le mouvement républicain, il quitte l'Irlande en 1926 pour étudier à l'université Harvard aux États-Unis durant trois ans, puis enseigne en Angleterre. En Irlande, ses premières nouvelles sont interdites par la censure (Midsummer Night Madness). En 1933, et grâce à l'appui des éditions Jonathan Cape, il publie son premier roman (A Nest of Simple Folk), retourne définitivement en Irlande et se consacre entièrement à l'écriture. On retrouvera dès lors dans ses nouvelles une évocation des frustrations d'une société irlandaise déchirée entre désirs révolutionnaires et tendances conservatrices.
Fondateur et directeur de la revue littéraire The Bell de 1940 à 1946, écrivain très prolifique, il laisse derrière lui une œuvre vaste et variée, constituée, outre ses nouvelles, de romans, biographies, récits de voyages, traductions, essais, ainsi qu'une pièce de théâtre et une autobiographie.